# General Heliodoro Castillo
General Heliodoro Castillo là một đô thị thuộc bang Guerrero, México. Năm 2005, dân số của đô thị này là 34554 người.